# Bath Club

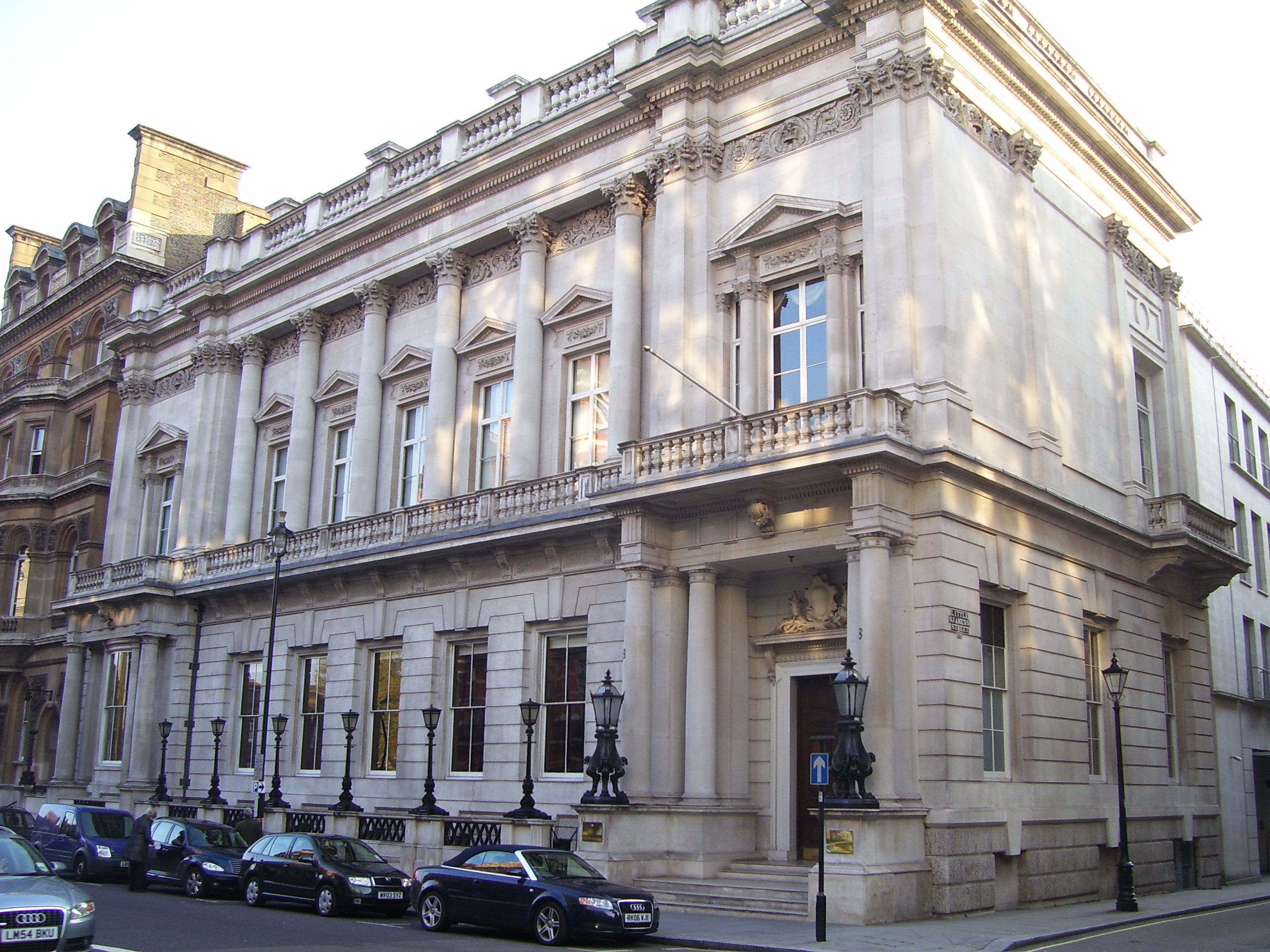
74 St James Street

Le Bath Club est un Gentlemen's club privé situé à Londres. 
Au 20e siècle, le Bath Club était un club de gentlemen londonien sur le thème du sport. Il est fondé en 1894 au 34 Dover Street. Sa piscine est un élément remarquable. C'est l'un des rares clubs de gentleman à avoir admis des femmes. Sir Henry "Chips" Channon en était membre. Mark Twain y séjourna lorsqu'il visita Londres. Guglielmo Marconi y réside aussi lorsqu'il visite Londres.
En 1924, un membre sportif du Club, Gerald Robarts, se rend aux États-Unis et remporte de façon inattendue l'US Open de squash en simple
.
Le bâtiment du club est frappé par des bombes pendant le Blitz en 1941, et le club ne s'en est jamais complètement remis. Après le bombardement, il est logé par le Conservative Club en difficulté au 74 St James's Street qui finit par accepter une fusion complète en 1950 sous le nom de Bath Club, conservant le pavillon du Conservative Club sur la rue St James's jusqu'en 1959. Par la suite, il déménage au 43 Brook Street et finalement ferme ses portes en 1981. 